# Ryan Shazier
Ryan Shazier (Fort Lauderdale, 6 settembre 1992) è un ex giocatore di football americano statunitense che gioca nel ruolo di linebacker per i Pittsburgh Steelers della National Football League (NFL). Fu scelto come 15º nel Draft NFL 2014. Al college ha giocato a football per i Buckeyes dell'Università statale dell'Ohio.

## Carriera universitaria
Come true freshman, Shazier giocò in tutte e 13 le partite della stagione regolare, scendendo in campo come titolare in 3 occasioni e mettendo a segno 58 tackle e 3 sack. L'anno seguente prese parte a 12 incontri, scendendo sempre in campo come titolare ed incrementando sia le statistiche relative ai tackle (115) che ai sack (5). Nel suo ultimo anno collegiale, Shazier continuò a dare segni di crescita, incrementando ulteriormente sia le statistiche relative ai tackle (144) che ai sack (7), venendo inserito sia nel First-team All-Big Ten che nel First-team All-American.

### Vittorie e premi
- First-team All-American: 1

2013
- First-team All-Big Ten: 1

2013

## Carriera professionistica

### Pittsburgh Steelers
Shazier era considerato uno dei migliori linebacker nel Draft 2014 nel quale era pronosticato per essere selezionato durante il primo giro, si presenta da underclassman, avendo deciso di rendersi eleggibile dopo aver rinunciato al suo ultimo anno da senior al college. L'8 maggio fu scelto come 15º assoluto dai Pittsburgh Steelers. Debuttò come professionista partendo come titolare nella partita della settimana 1 vinta contro i Cleveland Browns, mettendo a segno 6 tackle. La settimana successiva andò per la prima volta in doppia cifra coi tackle, undici, e deviò un passaggio nella sconfitta casalinga coi Baltimore Ravens. Nella settimana 3 contro i Panthers subì un infortunio al legamento mediale collaterale che lo tenne fuori dal campo fino alla settimana 8 contro i Indianapolis Colts in cui fece registrare 4 tackle. Continuò ad essere tormentato dagli infortuni anche nei turni successivi, tanto che la settimana 9 e la 15 giocò solamente quattro snap. La sua stagione da rookie si concluse con 36 tackle in 9 presenze, di cui 5 come titolare.
Tornato in campo nella stagione 2015, nella seconda partita Shazier mise a segno il primo sack in carriera su Colin Kaepernick dei 49ers, forzando anche un fumble. Dopo quella gara fu costretto a perdere il successivo mese di gioco per infortunio, tornando disponibile nella settimana 7 contro i Chiefs. Nel quindicesimo turno fece registrare il primo intercetto in carriera ai danni di Brock Osweiler dei Broncos nella vittoria in rimonta degli Steelers. Nel primo turno di playoff in casa dei Bengals, Shazier guidò Pittsburgh con 13 tackle e 2 fumble forzati nella vittoria per 18-16.
Nel 2016, Shazier tornò a giocare nel ruolo di inside linebacker, facendo subito registrare un intercetto nella prima gara della stagione contro i Washington Redskins. La settimana successiva mise a segno un massimo stagionale di 12 tackle nella vittoria sui Cincinnati Bengals. Dopo essersi infortunato nuovamente al ginocchio contro i Philadelphia Eagles fu costretto a saltare i turni dal 4 al 6. Il 20 novembre mise a segno il primo sack stagionale su Josh McCown nella vittoria sui Cleveland Browns per 24-9. Nel finale di stagione, Shazier mise a segno un intercetto per tre settimane consecutive, incluso uno nel primo turno di playoff su Matt Moore dei Miami Dolphins. La sua terza annata si chiuse con 87 tackle, 3,5 sack e 3 intercetti in 13 presenze, venendo convocato per il suo primo Pro Bowl al posto dell'infortunato C.J. Mosley.
Nella settimana 13 della stagione 2017 Shazier subì un gravissimo infortunio alla colonna vertebrale in uno scontro col ricevitore dei Cincinnati Bengals Josh Malone che gli fece lasciare il campo in barella, venendo trasportato all'ospedale e chiudendo la sua stagione. Fu comunque convocato per il suo secondo Pro Bowl a cui non poté prendere parte. Da quel momento non poté più scendere in campo, annunciando il ritiro il 17 marzo 2020.

## Palmarès
- Convocazioni al Pro Bowl: 2

2016, 2017